# Mammutmuseum Niederweningen

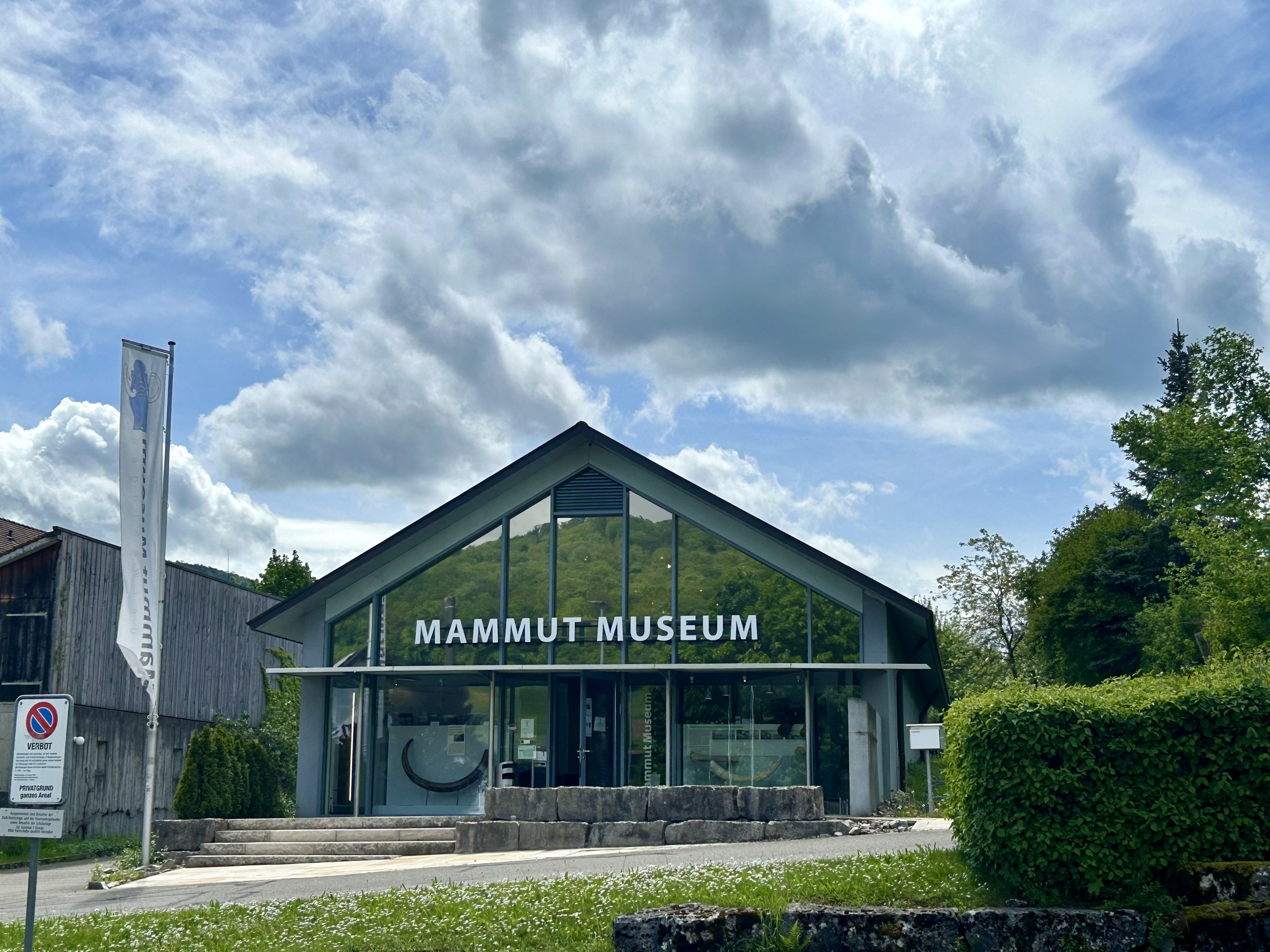
Das Museum

Das Mammutmuseum Niederweningen steht Im Mitteldorf 1 in Niederweningen im Schweizer Kanton Zürich. Es wurde im Oktober 2005 eröffnet und gibt einen Einblick in die verschiedenen eiszeitlichen Funde in Niederweningen.

## Standort
An keinem anderen Ort in der Schweiz wurden mehr Überreste von Mammuts gefunden als in Niederweningen. Weitere fossile Funde stammen von anderen eiszeitlichen Tieren wie Wollnashorn, Wildpferd, Steppenbison, Wölfen und einer Höhlenhyäne. Diese Häufung von Funden hat damit zu tun, dass die Fundschicht hier nicht mehr durch spätere Gletscher- und Wassererosion abgetragen wurde.
In der Mitte der Würm-Kaltzeit entstand vor etwa 45’000 Jahren während einer warmen Phase ein Flach- und Hochmoor am Rand eines verlandeten Sees, den vor etwa 180’000 Jahren die Riss-Kaltzeit im Wehntal zurückgelassen hatte. Die typischen Eiszeittiere wie Mammuts und Wollnashörner besiedelten die Tundralandschaft und die offenen Fichtenwälder.
Beim letzten Vorstoss des Walensee-Rhein-Gletschers ins untere Glatttal vor etwa 24’000 Jahren blieb das Wehntal vom Eis verschont, der Gletscher stiess nur bis zum Ostrand des Wehntals zwischen Schöfflisdorf und Sünikon vor Aus seiner Stirnmoräne wurden Kies und Sand in die Tundralandschaft von Niederweningen geschwemmt. Die zuvor entstandene Torfschicht, in der zahlreiche Pflanzen und Tiere konserviert worden waren, wurde überdeckt und im Permafrost eingefroren. Vor etwa 20’000 Jahren schmolzen mit der zunehmenden Erwärmung die Gletscher stufenweise ab und zogen sich nach und nach in die Hochalpen zurück.

## Funde

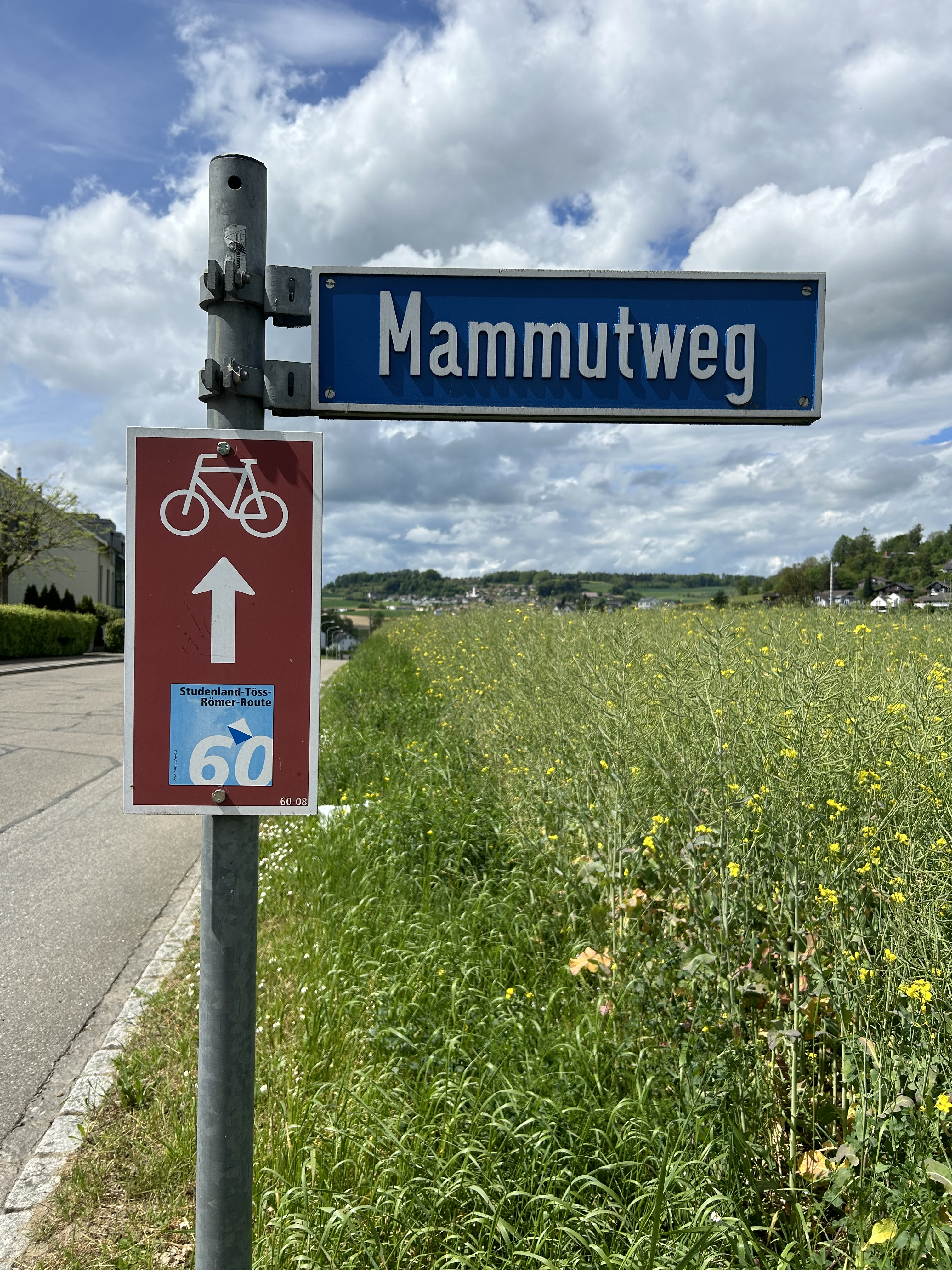
Der Mammutweg beim Fundort

Im August 1890 kamen beim Bau der Wehntalbahn durch die Schweizerischen Nordostbahn Knochen und Stosszähne von mindestens sieben Mammuts zum Vorschein, darunter ein neugeborenes Kalb. Dadurch wurde Niederweningen zu der ergiebigsten Mammutfundstelle in der Schweiz. Die Knochenreste wurden nach Zürich gebracht und am Polytechnikum untersucht. Die zusammengeführten Reste von mindestens fünf Tieren wurden zuerst am Polytechnikum und ab 1914 im neu eröffneten Zoologischen Museum (seit März 2014 das Naturhistorische Museum der Universität Zürich) ausgestellt, wo sie noch heute zu sehen sind.
Beim Bau des Feuerwehrgebäudes und des Schulhauses «Mammutwies» wurden 1987 und 1990 die Torfschichten, in denen die Mammutfunde lagen, erneut angeschnitten. Allerdings wurden nur unbestimmbare Knochenfragmente gefunden. C14-Datierungen ergaben ein Alter der Knochen zwischen 33'000 und 42'000 Jahren. 
Im Juli 2003 kam beim Bau eines Hauses an der Murzlenstrasse beim nachmaligen Mammutweg in der Torfschicht die linke Seite eines Mammutskeletts zum Vorschein. In einer dreiwöchigen Notgrabung wurde der Fund geborgen. Das Fehlen der rechten Körperhälfte wird mit einer späteren Rutschung in der betreffenden Torfschicht erklärt. Die Lage der Knochen zeigt, dass das Mammut mit eingeknickten Vorder- und Hinterbeinen im Moor versank. Der schwere Unterkiefer und die Stosszähne sanken ein, der leichtere Schädel und der Rumpf lagen obenauf. Eine Beteiligung von Menschen beim Tod des Mammuts wird ausgeschlossen, da keine Schlachtspuren beziehungsweise Kratzer von Steinwerkzeugen erkennbar sind. Auch Anzeichen von Verletzungen oder Bissspuren durch Raubtiere und Aasfresser fehlen, das Tier war also im Alter von ca. 40 Jahren einfach im Moor umgekommen. Der originale Skelettrest wird auf einer schräg gestellten Platte so präsentiert, wie er bei der Ausgrabung zu sehen war. Neue C14-Datierungen ergaben für diesen Fund ein Alter von ca. 45'000 Jahren.
2004 wurden beim Bau eines Hauses am Mammutweg noch Reste eines weiteren Mammuts gefunden, u. a. ein 2,5 Meter langer Mammutstosszahn.
Die zahlreichen Funde veranlassten den Verein für Ortsgeschichte, zusammen mit Vertretern des Paläontologischen Museums und der Kantonsarchäologie in Niederweningen ein Mammutmuseum zu errichten.

## Museum
Das Museum besteht aus einem einzigen grossen Raum. Blickfang sind die schräg gestellte Platte mit dem Nachbau der Fundlage von 2003 und die lebensgrosse Rekonstruktion des Skeletts eines jungen Mammuts von 2,50 Metern Schulterhöhe, eine Kunststoffkopie eines Skeletts, das im Mai 1969 bei Le Brassus im Vallée de Joux gefunden wurde. Es ist der bisher vollständigste Fund eines Mammutskeletts in der Schweiz und nach C14-Datierungen mit knapp 17’000 Jahren Alter einer der jüngsten. Das Original ist im Kantonalen Geologiemuseum in Lausanne ausgestellt.
Das grosse Bild auf der Rückwand des Raumes zeigt in Lebensgrösse ein Mammut mit seinem Jungen in der Landschaft des Wehntals vor ca. 45’000 Jahren mit der damaligen Pflanzen- und Tierwelt. Ein in den Boden eingelassener Zeitpfad führt die Besucher von der Gegenwart durch Mittelalter, Römerzeit, Eisen-, Bronze- und Steinzeit bis zur letzten Eiszeit zurück und über die Molasseablagerungen zu den Lebewesen im tropischen Jurameer, aus dem die Kalke der Lägern stammen.
Auf zahlreichen interaktiven Monitoren sind Bilder und Texte abrufbar zu Eiszeiten und Klimawandel im Wehntal der vergangenen 500'000 Jahre, Pflanzen- und Tierwelt der Eiszeit, Kunst der Eiszeit und der Geschichte der Besiedlung der Region. Ausgestellt sind weiter der Mammutstosszahn von 2004, eine Skelettrekonstruktion des neugeborenen Mammutkalb-Skeletts sowie viele weitere Fossilien von Tieren und Pflanzen der letzten Eiszeit. Eine Sammlung zeigt Fossilien aus dem Jurameer der Lägern bei Dielsdorf.
Trägerschaft ist die Stiftung Mammutmuseum Niederweningen. Zur Unterstützung besteht seit 2005 der Förderverein Mammutmuseum Niederweningen.

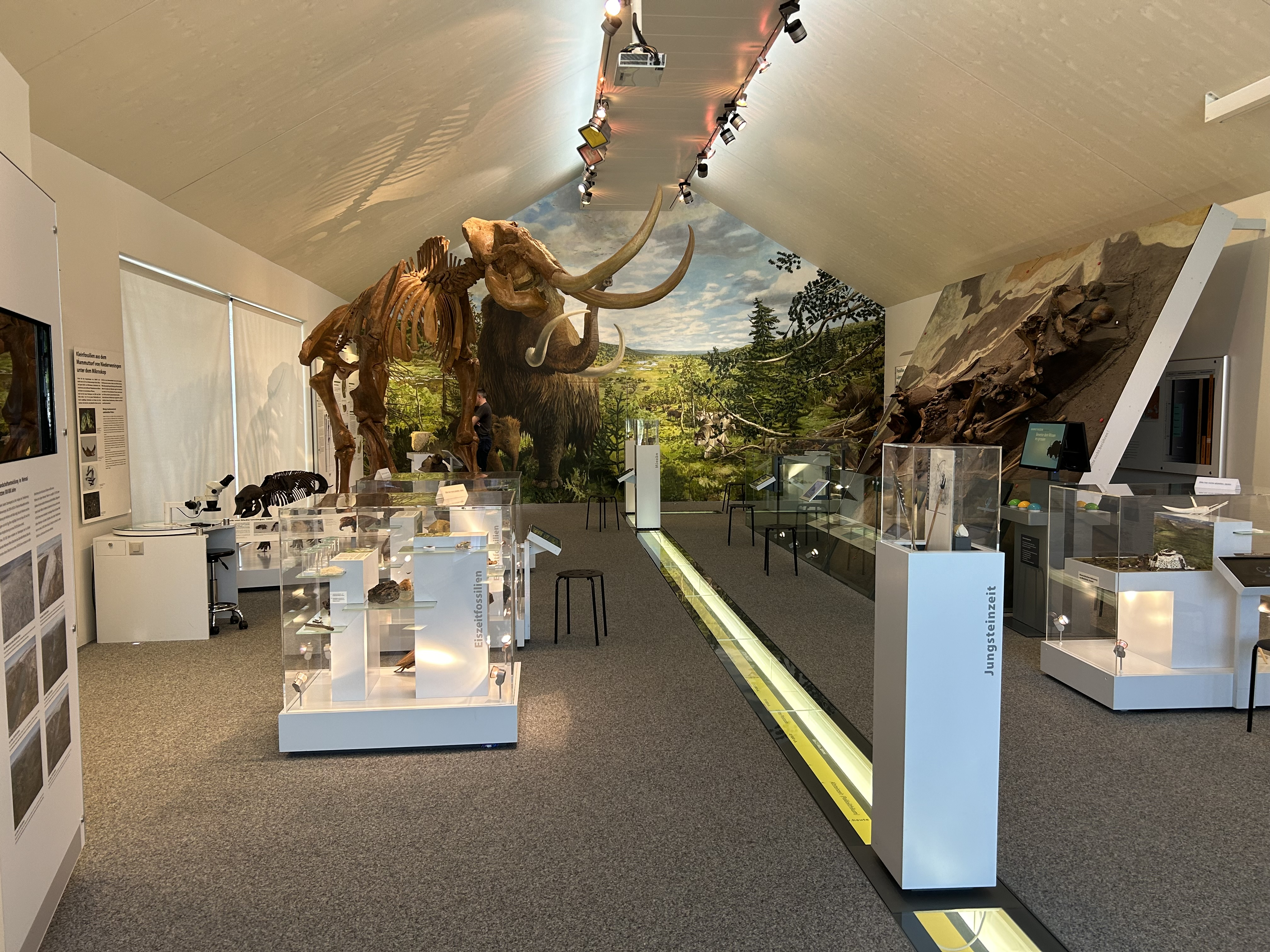
Blick ins Museum
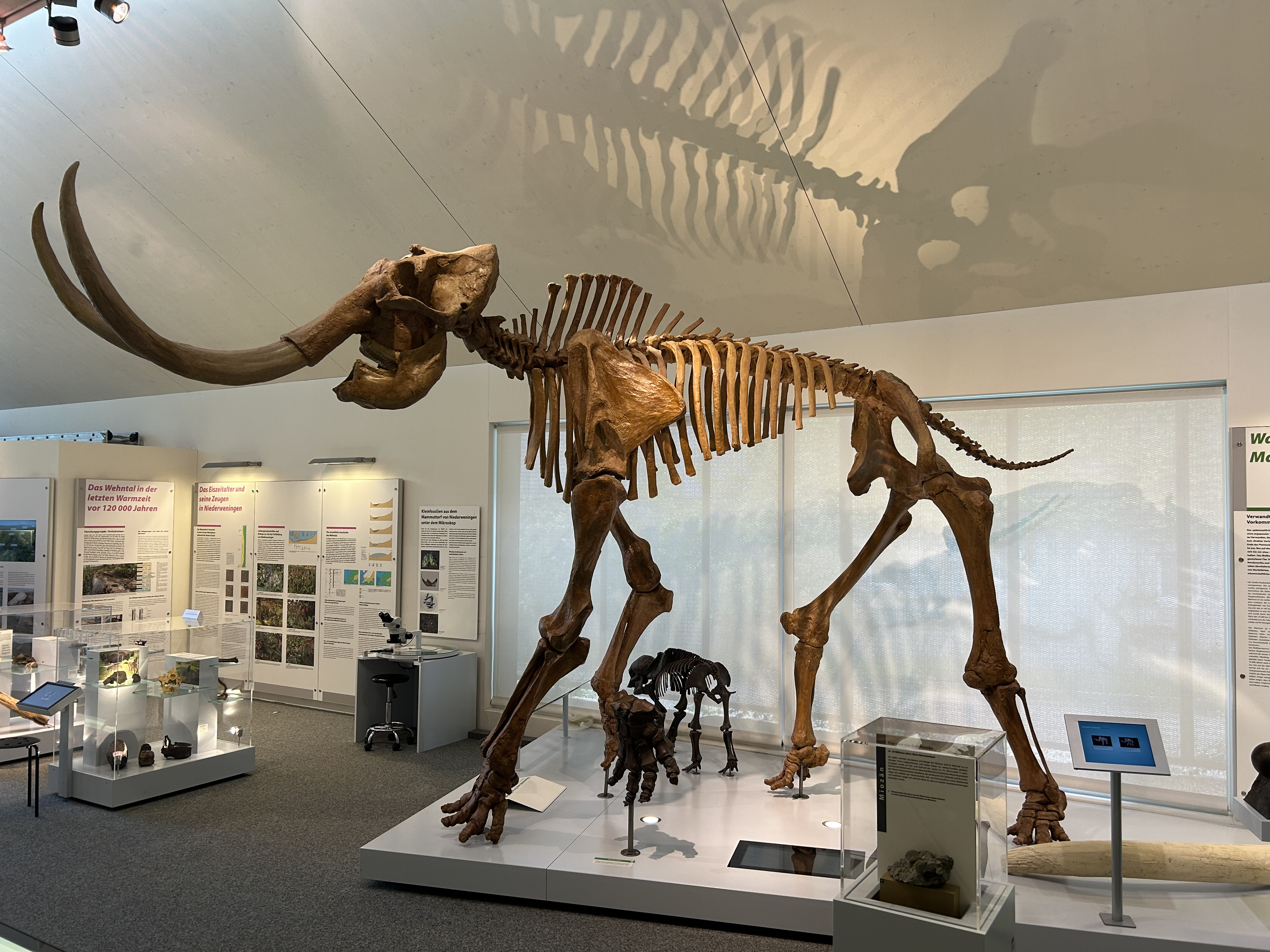
Skelettrekonstruktion des Mammuts von Le Brassus
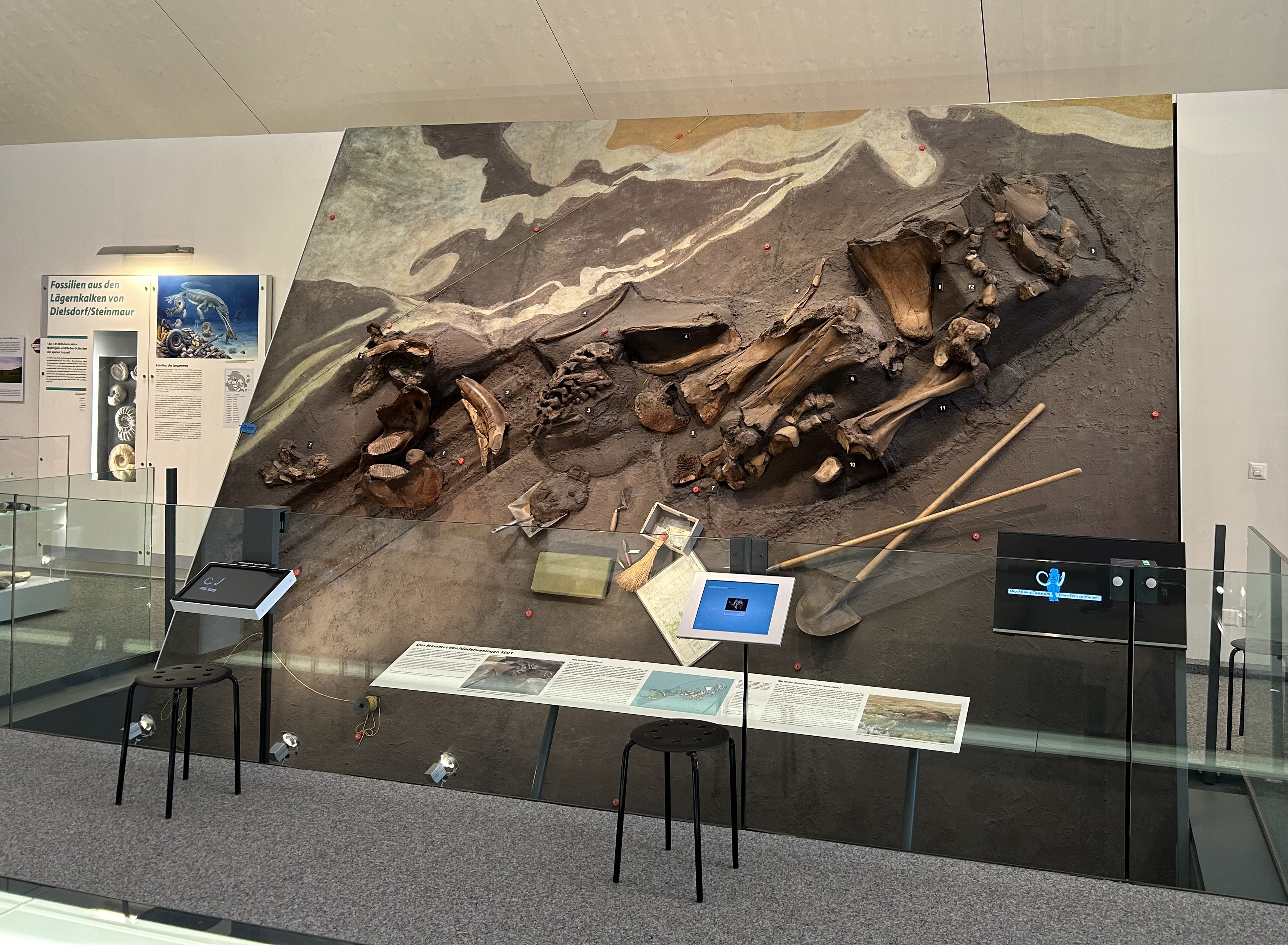
Nachbau der Fundsituation des Mammutskeletts von Niederweningen mit den Originalfunden von 2003